# 蒂耶朗
蒂耶朗（法語：Thierrens）是瑞士联邦西部法语区的沃州下设的一个镇。在行政上属于沃州格罗区管辖。捷朗的总面积为8.72平方公里。截至2010年底，总人口为679。